# История почты и почтовых марок Кореи
История почты и почтовых марок Кореи охватывает развитие почтовой связи Кореи, государства на Корейском полуострове в Восточной Азии, до его разделения в 1945 году на два государства — северное (КНДР) и южное (Республика Корея). Эмиссия собственных почтовых марок осуществлялась начиная с 1884 года, а с 1900 года Корейская империя входила во Всемирный почтовый союз (ВПС).

## Развитие почты
Во второй половине XIX века Корея, прежде строго изоляционистская страна, начала открываться международным контактам и связям. До 1884 года доставку почтовых отправлений на территории страны осуществляли китайские почтовые отделения. В 1884 году была проведена реформа почтовой службы.
1 января 1900 года Корея стала членом ВПС, и в начале XX века корейская почтовая служба была реорганизована по образцу французской почты.

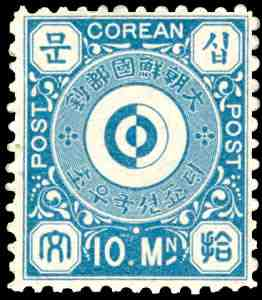
Одна из первых марок номиналом в 10 мунов (1884)

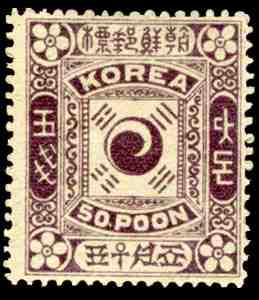
Почтовая марка номиналом в 50 пунов (1895)

## Выпуски почтовых марок

### Государство Чосон
18 ноября 1884 года были эмитированы первые почтовые марки на Корейском полуострове — для почтовых нужд тогдашнего государства Чосон (во времена правления династии Ли, длившегося до 1897 года). Выпуск был подготовлен в связи с учреждением первой корейской почтовой службы. Хотя были напечатаны пять номиналов — 5, 10, 25, 50 и 100 мунов, в продажу попали лишь марки номиналом в 5 мунов (с надписями на китайском и корейском языках: ?)[≡] и в 10 мунов (с надписью: англ. «Corean Post» — «Корейская почта»), причём даже они мало находились в обращении, так как почтовое отделение сгорело во время восстания в декабре 1884 года.
Следующая серия почтовых марок появилась только в 1895—1996 годах и состояла из четырёх номиналов: 5, 10, 25, 50 пунов, причём все марки имели один и тот же рисунок с изображением символа «тхэгык». Известны несколько различных зубцовок.

### Корейская империя
В связи с провозглашением в октябре 1897 года Корейской империи на марках этой серии была сделана надпечатка на китайском и корейском языках: чамор. «?» и кор. «Dae Han» («Империя Корея»), и в том же месяце они поступили в обращение. В некоторых почтовых отделениях надпись была выполнена от руки, ныне такие почтовые марки представляют собой значительную редкость.
В 1900 году на почтовых марках этой же серии появилась надпечатка нового номинала 1 пун.

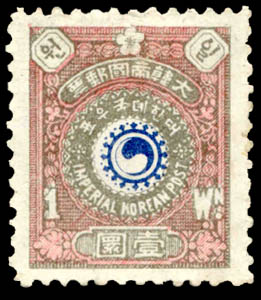
Почтовая марка номиналом в 1 вону (1901)

Переход на новую валюту (рин, чон и вону) в 1900 году привёл к необходимости выпуска новых почтовых марок, и соответственно в 1900—1901 годах была эмитирована стандартная серия из 13 марок номиналом от 2 ринов до 2 вон, отвечающая требованиям Всемирного почтового союза, в который в январе 1900 года вступила Корея. Несмотря на то, что у всех рисунков была общая тема — символ «тхэгук», рамки всех марок различались, при этом три самых высоких номинала были напечатаны каждый в двух цветах. На почтовых марках надписи: англ. «Imperial Corean Post» и кор. «?» («Императорская корейская почта»).
В 1902 году на пяти из них были сделаны надпечатки новых номиналов с помощью ручных штампов чёрного цвета.
Корея выпустила первую (и единственную) коммеморативную марку 18 октября 1902 года в честь 40-летия правления императора Коджона (хотя император взошёл на трон в 1864 году). Памятная марка была выпущена с зубцами и без зубцов. На марке оранжевого цвета изображена императорская корона.
В 1903 году вышла новая серия из 13 почтовых марок с изображением символа императорского сокола. Марки этой серии были напечатаны в Париже и содержали надписи на французском, корейском и японском языках: фр. «Postes Imperiales de Coree», кор. ?, яп. ? («Императорская корейская почта»).
В начале 1905 года три марки самых высоких номиналов из серии 1903 года были переизданы на тонкой бумаге и стали последними почтовыми марками Кореи.
Надписи на корейских почтовых марках: англ. «Korean Post», фр. «Postes de Coree» («Корейская почта»); англ. Korea («Корея»).

## Почтовые отделения Японии в Корее
Японская консульская почта была открыта в Корее в 1900 году. В почтовом обращении при этом применялись марки Японии выпусков 1899—1900 годов, на которых была произведена надпечатка двумя иероглифами японского слова «Корея» (яп. 朝鮮 тё:сэн). Кроме того, была издана памятная марка. В апреле 1901 года эти марки прекратили использовать, замененив их японскими марками. Употреблялись также марки японской почты в Китае.

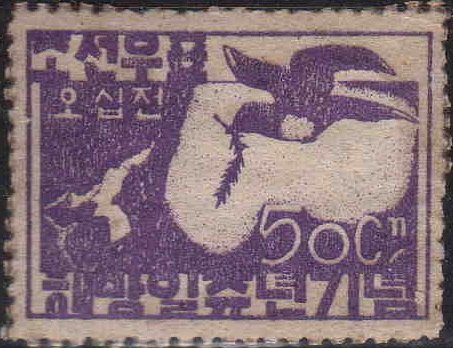
Коммеморативная марка времён японской оккупации, эмитированная для Южной Кореи (1946)

## Японская аннексия и оккупация
В мае 1905 года корейская почтовая служба перешла под контроль японцев. После окончательной аннексии Кореи Японией в 1910 году стали циркулировать только почтовые марки Японии. Они использовались для всех почтовых отправлений и оставались в обращении до 1945 года, когда Корея была освобождена от японской оккупации.